# Dodecan-1-ol
El dodecanol (o dodecan-1-ol) és un compost orgànic amb la fórmula química CH₃(CH₂)10CH₂OH (també escrita C
12H
26O). No té gust, ni color i a temperatura ambient és sòlid amb una olor floral. Està classificat com un alcohol gras.

## Toxicitat
El dodecanol pot irritar la pell. Té aproximadament la meitat de la toxicitat de l'etanol, però és molt perjudicial per als organismes marins.